# 11de Oscaruitreiking
De 11de Oscaruitreiking, waarbij prijzen worden uitgereikt aan de beste prestaties in films in 1938, vond plaats op 23 februari 1939 in het Biltmore Hotel in Los Angeles, Californië. De ceremonie had geen officiële presentator.
De grote winnaar van de 11de Oscaruitreiking was You Can't Take It with You, met in totaal 7 nominaties en 2 Oscars.

## Winnaars

### Films
| Categorie  | Winnaar                    | Regie       |
| ---------- | -------------------------- | ----------- |
| Beste Film | You Can't Take It With You | Frank Capra |

### Acteurs
| Categorie                  | Winnaar        | Film      |
| -------------------------- | -------------- | --------- |
| Beste Mannelijke Hoofdrol  | Spencer Tracy  | Boys Town |
| Beste Vrouwelijke Hoofdrol | Bette Davis    | Jezebel   |
| Beste Mannelijke Bijrol    | Walter Brennan | Kentucky  |
| Beste Vrouwelijke Bijrol   | Fay Bainter    | Jezebel   |

### Regie
| Categorie       | Winnaar     | Film                       |
| --------------- | ----------- | -------------------------- |
| Beste Regisseur | Frank Capra | You Can't Take It With You |

### Scenario
| Categorie                | Winnaar                                                      | Film      |
| ------------------------ | ------------------------------------------------------------ | --------- |
| Beste Origineel Scenario | Eleanore Griffin Dore Schary                                 | Boys Town |
| Beste Bewerkt Scenario   | George Bernard Shaw Ian Dalrymple Cecil Lewis W. P. Lipscomb | Pygmalion |

### Speciale prijzen
| Categorie                             | Winnaar                                                                                                 |  |
| ------------------------------------- | --- |  |
| Honorary Award                        | Deanna Durbin, Mickey Rooney, Harry M. Warner, Walt Disney, Oliver Marsh, Allen Davey en J. Arthur Ball |  |
| The Irving G. Thalberg Memorial Award | Hal B. Wallis                                                                                           |  |